# Lista de episódios de The Haunted Hathaways
Segue abaixo a lista de episódios da série de televisão americana, The Haunted Hathaways. A série criada por Robert Peacock estreou em 13 de julho de 2013 pela rede de televisão Nickelodeon. Conta a história de uma mãe chamada Michelle Hathaway e suas duas filhas, Taylor e Frankie. Depois de se mudarem de Nova Iorque para Nova Orleans, as Hathaways estavam prontas para voltar à vida normal na nova casa. Mas elas mal sabiam que a casa estava ocupada por uma família de fantasmas: O pai Ray Preston e seus dois filhos, Miles e Louie. As famílias têm que aprender a viver uns com os outros usando os poderes fantasmas e a forma física humana.
A primeira temporada iniciou em 13 de julho de 2013 com o episódio "Piloto" e está presente com seus episódios inéditos. Em 21 de outubro de 2013  Nickelodeon renovou The Haunted Hathaways para uma segunda temporada com 23 episódios, que depois foi estendida para 29. A série foi finalizada nos Estados Unidos dia 05 de Março de 2015. No episódio, o conselho dos fantasmas descobre que os Preston estão vivendo com uma família de gente viva e obriga-os a tomar uma decisão. Não se tem previsão de quando esse episódio irá estrear na Nickelodeon Brasil.

## Resumo
| Temporada | Temporada | Episódios | Exibição original   | Exibição original  | Exibição no Brasil     | Exibição no Brasil     | Exibição em Portugal   | Exibição em Portugal   |
| Temporada | Temporada | Episódios | Estreia Original    | Final Original     | Estreia no Brasil      | Final no Brasil        | Estreia em Portugal    | Final em Portugal      |
| --------- | --------- | --------- | ------------------- | ------------------ | ---------------------- | ---------------------- | ---------------------- | ---------------------- |
|           | 1         | 26        | 13 de julho de 2013 | 31 de maio de 2014 | 1 de fevereiro de 2014 | 16 de outubro de 2014  | 9 de dezembro de 2013  | 18 de dezembro de 2014 |
|           | 2         | 22        | 28 de junho de 2014 | 5 de março de 2015 | 23 de outubro de 2014  | 24 de setembro de 2015 | 22 de dezembro de 2014 | 2 de setembro de 2015  |

## Episódios

### 1° Temporada (2013-2014)
| #                                                 | #  | Título                                               | Dirigido por       | Escrito por                        | Exibição original                                                    | Código de produção | Audiência (em milhões) |
| ------------------------------------------------- | -- | ---------------------------------------------------- | ------------------ | ---------------------------------- | -------------------------------------------------------------------- | ------------------ | ---------------------- |
| 1                                                 | 1  | "Piloto" Pilot"                                      | Bruce Leddy        | Robert Peacock                     | 13 de julho de 2013 1 de fevereiro de 2014 9 de dezembro de 2013     | 101                | 3.3                    |
| 2                                                 | 2  | "Festa do Pijama Assombrada" Haunted Sleepover"      | Roger Christiansen | Ray Lancon                         | 20 de julho de 2013 8 de fevereiro de 2014 16 de dezembro de 2013    | 102                | 2.8                    |
| 3                                                 | 3  | "Feira de Ciências Assombrada" Haunted Science Fair" | Roger Christiansen | Bob Smiley                         | 27 de julho de 2013 15 de fevereiro de 2014 23 de dezembro de 2013   | 103                | 2.1                    |
| 4                                                 | 4  | "Crianças Assombradas" Haunted Kids"                 | Shannon Flynn      | Maiya Williams                     | 3 de agosto de 2013 22 de fevereiro de 2014 6 de janeiro de 2014     | 105                | 2.4                    |
| 5                                                 | 5  | "Voleibol Assombrado" Haunted Volleyball"            | Roger Christiansen | Boyce Bugliari & Jamie McLaughlin  | 10 de agosto de 2013 1 de março de 2014 30 de dezembro de 2013       | 104                | 2.3                    |
| 6                                                 | 6  | "Babá Assombrada" Haunted Babysitter"                | Eric Dean Seaton   | Mike Dieffenbach                   | 14 de setembro de 2013 22 de fevereiro de 2014 13 de janeiro de 2014 | 108                | 1.9                    |
| 7                                                 | 7  | "Boneca Assombrada" Haunted Doll"                    | Shannon Flynn      | Jonathan Butler & Gabriel Garza    | 21 de setembro de 2013 8 de março de 2014 20 de janeiro de 2014      | 106                | 2.1                    |
| 8                                                 | 8  | "Cachorro Assombrado" Haunted Dog"                   | Eric Dean Seaton   | Heather Wordham                    | 28 de setembro de 2013 15 de março de 2014 27 de janeiro de 2014     | 107                | 2.4                    |
| 9                                                 | 9  | "Peça Assombrada" Haunted Play"                      | Roger Christiansen | Ray Lancon                         | 5 de outubro de 2013 5 de abril de 2014 1 de setembro de 2014        | 111                | 1.6                    |
| 10                                                | 10 | "Entrevista Assombrada" Haunted Interview"           | Trevor Kirschener  | Bob Smiley                         | 12 de outubro de 2013 12 de abril de 2014 8 de setembro de 2014      | 112                | 1.7                    |
| 11                                                | 11 | "Halloween Assombrado" Haunted Halloween"            | Roger Christiansen | Robert Peacock                     | 19 de outubro de 2013 16 de outubro de 2014 28 de outubro de 2014    | 116                | 2.6                    |
| Estrelas convidadas: Brittany Ross como Glenda    |    |                                                      |                    |                                    |                                                                      |                    |                        |
| 12                                                | 12 | "Diretor Assombrado" Haunted Principal"              | Roger Christiansen | Boyce Bugliari & Jamie McLaughlin  | 2 de novembro de 2013 26 de abril de 2014 15 de setembro de 2014     | 114                | 2.4                    |
| 13                                                | 13 | "Pote de Biscoitos Assombrado" Haunted Cookie Jar"   | Shannon Flynn      | Blake J. Williger                  | 9 de novembro de 2013 5 de maio de 2014 22 de setembro de 2014       | 115                | 1.8                    |
| 14                                                | 14 | "Acampamento Assombrado" Haunted Camping"            | Trevor Kirschener  | Heather Wordham                    | 16 de novembro de 2013 6 de maio de 2014 29 de setembro de 2014      | 117                | 2.0                    |
| 15                                                | 15 | "Barco Assombrado" Haunted Boat"                     | Trevor Kirschner   | Jonathan Butler                    | 23 de novembro de 2013 8 de maio de 2014 1 de dezembro de 2014       | 120                | 2.5                    |
| Estrelas convidadas: Ciara Bravo como Blair       |    |                                                      |                    |                                    |                                                                      |                    |                        |
| 16                                                | 16 | "Confeitaria Assombrada" Haunted Bakery"             | Bruce Leddy        | Robert Peacock                     | 30 de novembro de 2013 22 de março de 2014 2 de dezembro de 2014     | 109                | 1.9                    |
| 17                                                | 17 | "Irmão Assombrado" Haunted Brothers"                 | Roger Christiansen | Boyce Bugliari & Jamie McLaughlin  | 4 de janeiro de 2014 9 de maio de 2014 3 de dezembro de 2014         | 118                | 2.4                    |
| 18                                                | 18 | "Pegadinha Assombrada" Haunted Prank"                | Shannon Flynn      | Maiya Williams                     | 11 de janeiro de 2014 19 de abril de 2014 4 de dezembro de 2014      | 113                | 2.7                    |
| 19                                                | 19 | "Paixão Assombrada" Haunted Crushing"                | Bruce Leddy        | Boyce Bugliari & Jamie McLaughlin  | 8 de fevereiro de 2014 29 de março de 2014 8 de dezembro de 2014     | 110                | 2.6                    |
| 20                                                | 20 | "Visita Assombrada" Haunted Visitor"                 | Shannon Flynn      | Mike Dieffenbach                   | 15 de fevereiro de 2014 7 de maio de 2014 9 de dezembro de 2014      | 119                | 1.8                    |
| 21                                                | 21 | "Super Agente Assombrado" Haunted Secret Agent"      | Trevor Kirschner   | Boyce Bugliari & Jamie McLaughlin  | 22 de março de 2014 8 de setembro de 2014 10 de dezembro de 2014     | 121                | 1.8                    |
| Estrelas convidadas: Fred Stoller como Sr. Dobson |    |                                                      |                    |                                    |                                                                      |                    |                        |
| 22                                                | 22 | "Boliche Assombrado" Haunted Bowling Alley"          | Eric Dean Seaton   | Maiya Williams                     | 12 de abril de 2014 9 de setembro de 2014 11 de dezembro de 2014     | 122                | 1.7                    |
| 23                                                | 23 | "Boo Crew Assombrado" Haunted Boo Crew"              | Eric Dean Seaton   | Robert Peacock                     | 26 de abril de 2014 10 de setembro de 2014 15 de dezembro de 2014    | 123                | 2.0                    |
| 24                                                | 24 | "Duelo Assombrado" Haunted Duel"                     | Trevor Kirschner   | Boyce Bugliari & Jamie McLaughlin  | 17 de maio de 2014 11 de setembro de 2014 15 de dezembro de 2014     | 125                | 1.9                    |
| Estrelas convidadas: Fred Stoller como Sr. Dobson |    |                                                      |                    |                                    |                                                                      |                    |                        |
| 25                                                | 25 | "Viking Assombrado" Haunted Viking"                  | Roger Christiansen | Mike Dieffenbach & Heather Wordham | 17 de maio de 2014 12 de setembro de 2014 17 de dezembro de 2014     | 124                | 1.5                    |
| 26                                                | 26 | "Voodoo Assombrado" Haunted Voodoo"                  | Roger Christiansen | Ray Lancon & Bob Smiley            | 31 de maio de 2014 4 de outubro de 2014 18 de dezembro de 2014       | 126                | 1.7                    |

### 2º Temporada (2014-2015)
| # | #   | Título                                                                        | Dirigido por       | Escrito por                       | Exibição original                                                    | Código de produção | Audiência (em milhões) |
| --- | --- | ----------------------------------------------------------------------------- | ------------------ | --------------------------------- | -------------------------------------------------------------------- | ------------------ | ---------------------- |
| 27 | 1   | "Novato Assombrado" Haunted Newbie"                                           | Roger Christiansen | Boyce Bugliari & Jamie McLaughlin | 28 de junho de 2014 19 de janeiro de 2015 22 de dezembro de 2014     | 202                | 1.35                   |
| 28 | 2   | "Vingança Assombrada" Haunted Revenge"                                        | Roger Christiansen | Heather Wordham                   | 28 de junho de 2014 20 de janeiro de 2015 23 de dezembro de 2014     | 201                | 1.23                   |
| Frankie quer se vingar de Penelope depois de ser zoada na escola |     |                                                                               |                    |                                   |                                                                      |                    |                        |
| 29–30 | 3–4 | "Frankie Fantasma" Mostly Ghostly Girl"                                       | Jonathan Judge     | Boyce Bugliari & Jamie McLaughlin | 16 de agosto de 2014 23 de outubro de 2014 24 de dezembro de 2014    | 203-204            | 2.00                   |
| Depois de atirar ranho no vestido de Taylor por não ter a levado no Shopping no seu aniversario Frankie fica de castigo então Louie a leva ao Mundo Fantasma mas por la um policial descobre que ela é Humana e prende ela na prisão do Mundo Fantasma e terá que fugir porque se o hectoplasma secar ela fica presa no Mundo Fantasma pra sempre. Estrelas convidadas: Brian Stepanek como Oficial Goosebump e Rixton como ele mesmo |     |                                                                               |                    |                                   |                                                                      |                    |                        |
| 31 | 5   | "Galã Assombrado" Haunted Heartthrob"                                         | Trevor Kirschener  | Bob Smiley                        | 6 de setembro de 2014 21 de janeiro de 2015 25 de dezembro de 2014   | 205                | 1.45                   |
| 32 | 6   | "Melhores Amigas Assombradas" Haunted Besties"                                | Trevor Kirschner   | Maiya Williams                    | 13 de setembro de 2014 22 de janeiro de 2015 29 de dezembro de 2014  | 206                | 1.28                   |
| 33 | 7   | "Jogos Mentais Assombrados" Haunted Mind Games"                               | Eric Dean Seaton   | Maiya Williams                    | 20 de setembro de 2014 23 de janeiro de 2015 30 de dezembro de 2014  | 207                | 1.51                   |
| 34 | 8   | "Telescópio Assombrado" Haunted Telescope"                                    | Shannon Flynn      | Mike Dieffenbach                  | 27 de setembro de 2014 9 de fevereiro de 2015 31 de dezembro de 2014 | 208                | 1.45                   |
| 35 | 9   | "Rapper Assombrado" Haunted Rapper"                                           | Eric Dean Seaton   | Blake J. Written                  | 4 de outubro de 2014 10 de fevereiro de 2015 1 de janeiro de 2015    | 209                | 1.41                   |
| 36 | 10  | "Thundermans Assombrados" Haunted Thundermans "                               | Trevor Kirschner   | Boyce Bugliari & Jamie McLaughlin | 11 de outubro de 2014 30 de abril de 2015 31 de outubro de 2015      | 998-60             | 2.50                   |
| 37 | 11  | "Segredo Assombrado" Haunted Secret "                                         | Trevor Kirschner   | Boyce Bugliari & Jamie McLaughlin | 1 de novembro de 2014 11 de fevereiro de 2015 18 de janeiro de 2015  | 210                | 1.78                   |
| 38 | 12  | "Cumpado Assombrado" Haunted Whodunnit "                                      | Roger Christiansen | Robert Peacock                    | 8 de novembro de 2014 12 de março de 2015 19 de agosto de 2015       | 213                | 1.90                   |
| 39 | 13  | "Mascote Assombrada" Haunted Mascot "                                         | Eric Dean Seaton   | Lauren Bachelis                   | 15 de novembro de 2014 12 de fevereiro de 2015 20 de agosto de 2015  | 212                | 1.63                   |
| 40 | 14  | "Escola de Encanto Assombrado" Haunted Charm School "                         | Trevor Kirschener  | Bob Smiley                        | 22 de novembro de 2014 3 de agosto de 2015 21 de agosto de 2015      | 214                | 1.81                   |
| 41 | 15  | "Tentação Assombrada" Haunted Temptation "                                    | Eric Dean Seaton   | Robert Peacock                    | 23 de fevereiro de 2015 4 de agosto de 2015 24 de agosto de 2015     | 217                | 1.76                   |
| 42 | 16  | "Data Assombrada/Jantar Assombrado" Haunted Date "                            | Jonathan Weiss     | Heather Wordham                   | 24 de fevereiro de 2015 5 de agosto de 2015 25 de agosto de 2015     | 215                | 1.68                   |
| 43 | 17  | "Tenda de Jogos Assombrada/Loja de Brinquedos Assombrada" Haunted Toy Store " | Roger Christiansen | Greg Schaffer                     | 25 de fevereiro de 2015 6 de agosto de 2015 26 de agosto de 2015     | 216                | 1.73                   |
| 44 | 18  | "Mentor Assombrado" Haunted Mentor "                                          | Robert Peacock     | Maiya Williams                    | 26 de fevereiro de 2015 10 de agosto de 2015 27 de agosto de 2015    | 219                | 1.29                   |
| 45 | 19  | "Tour Fantasma Assombrado" Haunted Ghost Tour "                               | Robert Peacock     | Boyce Bugliari & Jamie McLaughlin | 2 de março de 2015 21 de setembro de 2015 28 de agosto de 2015       | 218                | 2.00                   |
| 46 | 20  | "Surpresa Assombrada" Haunted Surprise "                                      | Robert Peacock     | Ray Lancon                        | 3 de março de 2015 22 de setembro de 2015 31 de agosto de 2015       | 220                | 1.60                   |
| 47 | 21  | "Pantano Assombrado" Haunted Swamp "                                          | Trevor Kirschener  | Lauren Bachelis                   | 4 de março de 2015 23 de setembro de 2015 1 de setembro de 2015      | 221                | 1.28                   |
| 48 | 22  | "Familia Assombrada" Haunted Family "                                         | Shannon Flynn      | Mike Dieffenbach                  | 5 de março de 2015 24 de setembro de 2015 2 de setembro de 2015      | 222                | 1.48                   |
| O conselho dos fantasmas descobre que os Preston estão vivendo com uma família de gente viva e obriga-os a tomar uma decisão: Assombrar as Hathaways ou irem embora para sempre. |     |                                                                               |                    |                                   |                                                                      |                    |                        |